# Зеленогорский (Ставропольский край)
Зеленого́рский — посёлок в Ставропольском крае России. Входит в городской округ город-курорт Кисловодск.

## География
Расстояние до краевого центра: 138 км.

## История
Населённый пункт основан в 1933 году.
На 1 марта 1966 года посёлок являлся центром Зеленогорского сельсовета Предгорного района. Всего в состав территории сельского совета входило 12 населённых пунктов: хутор Аликановка; посёлки Белореченский, Зеленогорский, Индустрия, Луначарского, Мирный, Отделение № 1 совхоза «Южный», Отделение № 2 совхоза «Южный», Отделение № 3 совхоза «Южный», Подкумок, Пчелопитомник, Центральная усадьба совхоза «Южный»:23—24.
На 1 января 1983 года Зеленогорский значился в составе Аликоновского сельсовета (с центром в посёлке Аликоновка), подчинённого Кисловодскому горсовету:30.

## Население
| 1989 | 2002  | 2010  | 2014  | 2020  | 2021  |
| ---- | ----- | ----- | ----- | ----- | ----- |
| 1240 | ↗1264 | ↗1470 | ↘1300 | ↗1367 | ↗1633 |

По данным переписи 2002 года в национальной структуре населения Зеленогорского преобладают русские (76 %).

## Образование и культура
Посёлок закреплён за МКОУ СОШ № 12 города Кисловодска.
В Зеленогорском находится библиотека-филиал № 8 МКУК города-курорта Кисловодска «Централизованная библиотечная система».

## Религия
В посёлке имеется храм в честь Покрова Пресвятой Богородицы (создан в 1990-х годах в приспособленном помещении; освящён 5 мая 2000 года).

## Связь
Из-за сложного рельефа местности населённый пункт находится вне зоны покрытия цифровым телевизионным вещанием.

## Археология
- Курганная группа «Зеленогорская - I», III - II тыс. до н.э.  261741154910006
- Курганная группа «Зеленогорские Сады», III - II тыс. до н.э.  261741031840006
- Могильник «Зеленогорский», V – VII вв. н.э.  261740769380006
- Поселение «Зеленогорские Сады», III - II тыс. до н.э.  261741155520006
- Поселение «Зеленогорское - I», I тыс. до н.э.  261741154900006

## Достопримечательности
Ущелье реки Аликоновки и «Замок коварства и любви» (недалеко от посёлка).